# Anton Własienkow
Anton Jewgienjewicz Własienkow (ros. Антон Евгеньевич Власенков; ur. 12 listopada 1982) – rosyjski zapaśnik startujący w stylu wolnym. Brązowy medalista Akademickich MŚ w 2010 roku.